# Исполнение желаний (фильм)
«Исполнение желаний» — советский фильм, социальная драма режиссёра Светланы Дружининой, снятая по одноимённому роману Вениамина Каверина. Снят на киностудии «Мосфильм» в 1973 году. Премьера картины состоялась в 1974 году.

## Сюжет
Ленинград, середина 1920-х годов. Молодого учёного-филолога Николая Трубачевского направляют для работы в личный архив профессора Сергея Ивановича Бауэра. Там он знакомится с его дочерью — Машей. Николай романтически увлекается искренней и непосредственной девушкой. Противоположностью сестре является сын профессора Дмитрий: он тайно продаёт антикварам бесценные автографы из собрания отца.
Трубачевский находит оригинальное решение литературоведческой загадки и, не посоветовавшись с Сергеем Ивановичем, публикует его. Профессор отчитывает Николая. Используя обиду молодого человека, Дмитрий пытается сделать его своим соучастником. Он же знакомит Трубачевского с Варварой Николаевной, которая соблазняет Николая.
Пытаясь скрыть своё преступление, Дмитрий перед лицом отца обвиняет юношу в распродаже архива, а Маше сообщает о его связи с Варварой. Вскоре Сергей Иванович умирает. Дмитрий уже открыто пытается продать коллекцию покойного профессора и не скрывает желания уехать за границу. Маша сообщает об этом Николаю. Тот с друзьями-комсомольцами спасает архив.

## В ролях
- Евгений Лебедев — Сергей Иванович Бауэр, профессор, филолог
- Иннокентий Смоктуновский — Дмитрий Бауэр, сын Сергея Ивановича
- Николай Ерёменко (младший) — Николай Трубачевский, молодой учёный-филолог
- Наталья Бондарчук — Маша Бауэр, дочь Сергея Ивановича
- Лариса Лужина — Варвара Николаевна, приятельница, позже жена Дмитрия
- Евгений Жариков — Иван, старый друг Николая
- Галикс Колчицкий — Лавровский
- Елена Максимова — Анна Филипповна
- Юрий Назаров — Осипов
- Владимир Носик — Хомутов
- Борис Руднев — студент
- Чеслав Сушкевич — знаток антиквариата
- Евгений Тетерин — антиквар

## Критика
Советское профильное издание «Спутник кинозрителя», отдавая должное мастерству всех актёров, занятых в фильме, в первую очередь отмечает образы двух персонажей: профессора Бауэра, «который в филигранно отточенном, содержательном исполнении Евгения Лебедева предстаёт перед нами человеком жизнерадостным, цельным, благородным», и Дмитрия в исполнении Смоктуновского, «со свойственной ему внутренней экспрессией, но внешне скупыми средствами рисует облик этого, в чем-то ещё сохранившего известное обаяние „интеллигентного подлеца“». Публицистическое издание «Драматические судьбы русских актрис» утверждает, что Варвара в исполнении Ларисы Лужиной, наравне с ролью в фильме «Небо со мной», — самая успешная работа актрисы в 1970-е годы.
В биографическом справочнике «Кто есть кто в мире» указывается, что именно этот фильм сделал режиссёра Светлану Дружинину известной и определил направление первого этапа её творчества: «мягкие, лирические фильмы, где в центре оказывались человеческие проблемы, жизнь обычных людей».